# Islandsk kvæg
Islandsk kvæg (Íslenska kýrin eller Íslenskir nautgripir) er den dominerende kvægrace på Island. Islandsk kvæg stammer fra kvæg, som blev importeret fra Norge så tidlig som i 900-tallet. Islandsk kvæg har derfor været isoleret genetisk i generationer. Islandsk kvæg er mest i slægt med den norske race Sidet trønder- og nordlandsfe. I dag findes der cirka 75.000 dyr af racen i Island, hvoraf 26.000 er malkekøer. Racen udviser stor variation i farver og farvemønstre. Gennemsnitlig vægt for voksne køer er 430 kg og 600 kg for voksne tyre. Gennemsnitlig årsproduktion er 5.479 kg mælk (2008) med 4,00 % fedt og 3,40% protein.